# Mausolée Hazrati Bashir
 (décembre 2023).
 (février 2024).
Le mausolée Hazrati Bashir (en ouzbek : Hazrati Bashir maqbarasi) est un site du patrimoine culturel situé en Ouzbékistan. Il est construit au XVIIIe siècle. Le mausolée Hazrati Bashir est situé dans le village de Bashir, dans le district de Kitob, dans la région de Kachkadaria. Selon les droits de propriété foncière, il est considéré comme une propriété de l'État, relevant de la gestion opérationnelle de l'administration du patrimoine culturel de la région de Kachkadaria.
Il est confié au fonds communautaire de bienfaisance « Vaqf » sur la base d'un accord d'utilisation gratuite. Par décret du Cabinet des ministres de la République d'Ouzbékistan, il a été inclus dans le registre national des objets de patrimoine culturel matériel à caractère immatériel le 4 octobre 2019, bénéficiant ainsi d'une protection étatique,.

## Historie
Le mausolée est nommé d'après une personne dont le nom d'origine était Sayyid Ahmad. Cette personne était populaire parmi les gens sous les noms de Bashir ou Beshir ota. Bashir (ou beshir) signifie une personne qui n'a pas bu de lait[réf. nécessaire].
Hazrat Sultan Said Ahmad Bashir (1368-1464) selon la légende, son père Khwaja Hasan avait 90 ans et sa mère Bibi Malokhat avait 80 ans lorsqu'il est né. Après la naissance de ce fils, ils ont deux autres enfants et Said Ahmad ne boit pas le lait maternel. Sa naissance est également associée à la prière de Said Nematullah, l'oncle du maître d'Amir Temur, Mir Said Baraka. Said Ahmad Bashir est devenu célèbre sous le surnom de « Mir de la Vérité ». Il s'est intéressé à la tariqa de Khwaja Ahmad Yassaviy à une époque où les enseignements de la Naqshbandiyya étaient largement répandus en Asie centrale[réf. nécessaire].
De nombreux musulmans venant de différents pays sont venus à la présence de Hazrat Bashir ota et sont devenus ses disciples. Il meurt vers 1464 et est enterré à Niyoztepa, dans le village de Bashir.
Sa tombe est située sur une colline couverte d'arbres d'archa, à l'endroit où il a construit une maison pour lui-même[réf. nécessaire].

## Architecture
Un mémorial sculpté par des maîtres sous la forme d'un coffre est installé sur la pierre tombale de Hazrati Bashir ota dans le mausolée. Deux fils et un serviteur de Bashir ota sont également enterrés dans le mausolée. On trouve également une pierre tombale dans le mausolée, qui est considérée comme appartenant à l'empereur mongol d'origine Mirzo Sayyid Ahmad Jamoliddin.
Le mausolée est construit en bois simple, sans couleur ni ornement. Le mausolée se compose de deux étages. Près du mausolée, il y a également une pièce où Hazrati Bashir ota vivait[réf. nécessaire].
Le mausolée a été déplacé vers le côté gauche de la tombe en raison de la construction de la mosquée Hazrati Bashir ota et a été amené à son emplacement actuel[réf. nécessaire].
En 1943, le mausolée et la zone de la mosquée ont été abandonnés. Les briques de la médersa située dans la zone de pèlerinage ont été enlevées.